# Quinto Fabio Máximo (cónsul 213 a. C.)
Quinto Fabio Máximo (en latín, Quintus Fabius Q. f. Q. n. Maximus) fue un magistrado romano.

## Familia
Hijo mayor del consular del mismo nombre Quinto Fabio Máximo, fue edil curul en el año 215 a. C., y pretor en 214 a. C. 

## Carrera política
Estuvo estacionado en Apulia, en el barrio de Luceria, y cooperó con tino con otros comandantes en la segunda guerra púnica.
Fue elegido cónsul para el año 213 a. C., con Apulia de nuevo como su provincia. Su padre en este año sirvió bajo sus órdenes como legatus en Suessula.
El joven Fabio fue a su vez legatus del cónsul M. Livio Salinator en 207 a. C. Murió poco después de este período, y su oración fúnebre fue pronunciada por su padre.